# Pawal Douhal
Pawal Douhal (belarussisch Павал Мікалаевіч Доўгаль, russisch Павел Николаевич Довгаль; * 22. Dezember 1975 in Minsk) ist ein ehemaliger belarussischer Pentathlet.

## Leben
Pawal Douhal wurde 1997 mit der belarussischen Mannschaft Vizeweltmeister. 1999 platzierte er sich mit Rang drei noch ein weiteres Mal mit der Mannschaft auf dem Podium.
Er nahm 2000 an den Olympischen Spielen in Sydney teil, wo er mit 5338 Punkten hinter Dmitri Swatkowski und Gábor Balogh Bronze gewann.